# Élections locales britanniques de 2008
 (janvier 2017).
Si vous disposez d'ouvrages ou d'articles de référence ou si vous connaissez des sites web de qualité traitant du thème abordé ici, merci de compléter l'article en donnant les références utiles à sa vérifiabilité et en les liant à la section « Notes et références ».
Les élections locales britanniques de 2008 ont eu lieu le 1er mai.

## Résultats

### National
| Parti | Parti                                          | Conseils | Conseils | Sièges | Sièges |
| Parti | Parti                                          | Élus     | +/-      | Élus   | +/-    |
| ----- | ---------------------------------------------- | -------- | -------- | ------ | ------ |
|       | Parti conservateur                             | 65       | +12      | 3 155  | +257   |
|       | Parti travailliste                             | 18       | -9       | 2 365  | -334   |
|       | Libéraux-démocrates                            | 12       | +1       | 1 804  | +33    |
|       | Plaid Cymru                                    | 0        | -1       | 205    | +31    |
|       | Parti vert                                     | 0        | =        | 47     | +5     |
|       | Association des résidents                      | 0        | =        | 43     | -11    |
|       | Parti national britannique                     | 0        | =        | 37     | +10    |
|       | Parti libéral                                  | 0        | =        | 20     | -2     |
|       | Communauté indépendante et intérêt de la santé | 0        | =        | 10     | =      |
|       | UKIP                                           | 0        | =        | 8      | +3     |
|       | Parti du respect                               | 0        | =        | 2      | =      |
|       | Parti socialiste                               | 0        | =        | 2      | =      |
|       | Autres                                         | 0        | =        | 716    | +4     |
|       | Conseil sans majorité                          | 64       | -3       |        |        |

### Arrondissements métropolitain
Dans les 36 arrondissements métropolitains, un tiers du conseil est renouvelé.
| Conseil             | Majorité sortante | Majorité sortante | Majorité élue | Majorité élue |
| ------------------- | ----------------- | ----------------- | ------------- | ------------- |
| Barnsley            |                   | Travailliste      |               | Travailliste  |
| Birmingham          |                   | Sans majorité     |               | Sans majorité |
| Bolton              |                   | Sans majorité     |               | Sans majorité |
| Bradford            |                   | Sans majorité     |               | Sans majorité |
| Bury                |                   | Sans majorité     |               | Conservateur  |
| Calderdale          |                   | Sans majorité     |               | Sans majorité |
| Coventry            |                   | Conservateur      |               | Sans majorité |
| Doncaster           |                   | Sans majorité     |               | Sans majorité |
| Dudley              |                   | Conservateur      |               | Conservateur  |
| Gateshead           |                   | Travailliste      |               | Travailliste  |
| Kirklees            |                   | Sans majorité     |               | Sans majorité |
| Knowsley            |                   | Travailliste      |               | Travailliste  |
| Leeds               |                   | Sans majorité     |               | Sans majorité |
| Liverpool           |                   | LibDem            |               | LibDem        |
| Manchester          |                   | Travailliste      |               | Travailliste  |
| Newcastle upon Tyne |                   | LibDem            |               | LibDem        |
| North Tyneside      |                   | Sans majorité     |               | Conservateur  |
| Oldham              |                   | Travailliste      |               | Sans majorité |
| Rochdale            |                   | LibDem            |               | LibDem        |
| Rotherham           |                   | Travailliste      |               | Travailliste  |
| Salford             |                   | Travailliste      |               | Travailliste  |
| Sandwell            |                   | Travailliste      |               | Travailliste  |
| Sefton              |                   | Sans majorité     |               | Sans majorité |
| Sheffield           |                   | Sans majorité     |               | LibDem        |
| Solihull            |                   | Sans majorité     |               | Conservateur  |
| South Tyneside      |                   | Travailliste      |               | Travailliste  |
| Saint Helens        |                   | Sans majorité     |               | Sans majorité |
| Stockport           |                   | LibDem            |               | LibDem        |
| Sunderland          |                   | Travailliste      |               | Travailliste  |
| Tameside            |                   | Travailliste      |               | Travailliste  |
| Trafford            |                   | Conservateur      |               | Conservateur  |
| Wakefield           |                   | Travailliste      |               | Travailliste  |
| Walsall             |                   | Conservateur      |               | Conservateur  |
| Wigan               |                   | Travailliste      |               | Travailliste  |
| Wirral              |                   | Sans majorité     |               | Sans majorité |
| Wolverhampton       |                   | Travailliste      |               | Sans majorité |

### Autorité unitaire

#### Conseil existant
Dans les 19 autorités unitaires, un tiers du conseil est renouvelé.
| Conseil                 | Majorité sortante | Majorité sortante | Majorité élue | Majorité élue |
| ----------------------- | ----------------- | ----------------- | ------------- | ------------- |
| Blackburn with Darwen   |                   | Sans majorité     |               | Sans majorité |
| Derby                   |                   | Sans majorité     |               | Sans majorité |
| Halton                  |                   | Travailliste      |               | Travailliste  |
| Hartlepool              |                   | Travailliste      |               | Sans majorité |
| Kingston-upon-Hull      |                   | Sans majorité     |               | LibDem        |
| Milton Keynes           |                   | Sans majorité     |               | Sans majorité |
| North East Lincolnshire |                   | Sans majorité     |               | Sans majorité |
| Peterborough            |                   | Conservateur      |               | Conservateur  |
| Plymouth                |                   | Conservateur      |               | Conservateur  |
| Portsmouth              |                   | Sans majorité     |               | Sans majorité |
| Reading                 |                   | Travailliste      |               | Sans majorité |
| Slough                  |                   | Sans majorité     |               | Travailliste  |
| Southampton             |                   | Sans majorité     |               | Conservateur  |
| Southend-on-Sea         |                   | Conservateur      |               | Conservateur  |
| Stoke-on-Trent          |                   | Sans majorité     |               | Sans majorité |
| Swindon                 |                   | Conservateur      |               | Conservateur  |
| Thurrock                |                   | Sans majorité     |               | Sans majorité |
| Warrington              |                   | Sans majorité     |               | Sans majorité |
| Wokingham               |                   | Conservateur      |               | Conservateur  |

#### Nouveau conseil
Ce sont des shadow councils jusqu'en 2009. 
| Conseil                   | Majorité élue | Majorité élue |
| ------------------------- | ------------- | ------------- |
| Cheshire East             |               | Conservateur  |
| Cheshire West and Chester |               | Conservateur  |
| Durham                    |               | Travailliste  |
| Northumberland            |               | Sans majorité |

### Conseils de districts

#### Entièrement à renouveler
| Conseil               | Majorité sortante | Majorité sortante | Majorité élue | Majorité élue |
| --------------------- | ----------------- | ----------------- | ------------- | ------------- |
| Barrow-in-Furness     |                   | Sans majorité     |               | Sans majorité |
| Basingstoke and Deane |                   | Sans majorité     |               | Conservateur  |
| South Lakeland        |                   | LibDem            |               | LibDem        |
| Welwyn Hatfield       |                   | Conservateur      |               | Conservateur  |

#### La moitié du conseil à renouveler
| Conseil               | Majorité sortante | Majorité sortante | Majorité élue | Majorité élue |
| --------------------- | ----------------- | ----------------- | ------------- | ------------- |
| Adur                  |                   | Conservateur      |               | Conservateur  |
| Cheltenham            |                   | Sans majorité     |               | Sans majorité |
| Fareham               |                   | Conservateur      |               | Conservateur  |
| Gosport               |                   | Sans majorité     |               | Sans majorité |
| Hastings              |                   | Sans majorité     |               | Sans majorité |
| Nuneaton and Bedworth |                   | Travailliste      |               | Conservateur  |
| Oxford                |                   | Sans majorité     |               | Sans majorité |

#### Un tiers des sièges à renouveler
| Conseil               | Majorité sortante | Majorité sortante | Majorité élue | Majorité élue |
| --------------------- | ----------------- | ----------------- | ------------- | ------------- |
| Amber Valley          |                   | Conservateur      |               | Conservateur  |
| Basildon              |                   | Conservateur      |               | Conservateur  |
| Bassetlaw             |                   | Conservateur      |               | Conservateur  |
| Brentwood             |                   | Conservateur      |               | Conservateur  |
| Broxbourne            |                   | Conservateur      |               | Conservateur  |
| Burnley               |                   | Sans majorité     |               | LibDem        |
| Cambridge             |                   | LibDem            |               | LibDem        |
| Cannock Chase         |                   | Sans majorité     |               | Sans majorité |
| Carlisle              |                   | Sans majorité     |               | Sans majorité |
| Castle Point          |                   | Conservateur      |               | Conservateur  |
| Cherwell              |                   | Conservateur      |               | Conservateur  |
| Chorley               |                   | Conservateur      |               | Conservateur  |
| Colchester            |                   | Conservateur      |               | Sans majorité |
| Craven                |                   | Sans majorité     |               | Sans majorité |
| Crawley               |                   | Conservateur      |               | Conservateur  |
| Daventry              |                   | Conservateur      |               | Conservateur  |
| Eastleigh             |                   | LibDem            |               | LibDem        |
| Elmbridge             |                   | Sans majorité     |               | Conservateur  |
| Epping Forest         |                   | Conservateur      |               | Conservateur  |
| Exeter                |                   | Sans majorité     |               | Sans majorité |
| Gloucester            |                   | Sans majorité     |               | Sans majorité |
| Great Yarmouth        |                   | Conservateur      |               | Conservateur  |
| Harlow                |                   | Sans majorité     |               | Conservateur  |
| Harrogate             |                   | Sans majorité     |               | Sans majorité |
| Hart                  |                   | Sans majorité     |               | Sans majorité |
| Havant                |                   | Conservateur      |               | Conservateur  |
| Hertsmere             |                   | Conservateur      |               | Conservateur  |
| Huntingdonshire       |                   | Conservateur      |               | Conservateur  |
| Hyndburn              |                   | Conservateur      |               | Conservateur  |
| Ipswich               |                   | Sans majorité     |               | Sans majorité |
| Lincoln               |                   | Conservateur      |               | Conservateur  |
| Maidstone             |                   | Sans majorité     |               | Conservateur  |
| Mole Valley           |                   | Conservateur      |               | Conservateur  |
| Newcastle-under-Lyme  |                   | Sans majorité     |               | Sans majorité |
| North Hertfordshire   |                   | Conservateur      |               | Conservateur  |
| Norwich               |                   | Sans majorité     |               | Sans majorité |
| Pendle                |                   | LibDem            |               | Sans majorité |
| Preston               |                   | Sans majorité     |               | Sans majorité |
| Purbeck               |                   | Sans majorité     |               | Sans majorité |
| Redditch              |                   | Sans majorité     |               | Conservateur  |
| Reigate and Banstead  |                   | Conservateur      |               | Conservateur  |
| Rochford              |                   | Conservateur      |               | Conservateur  |
| Rossendale            |                   | Sans majorité     |               | Conservateur  |
| Rugby                 |                   | Conservateur      |               | Conservateur  |
| Runnymede             |                   | Conservateur      |               | Conservateur  |
| Rushmoor              |                   | Conservateur      |               | Conservateur  |
| St Albans             |                   | Sans majorité     |               | LibDem        |
| Stevenage             |                   | Travailliste      |               | Travailliste  |
| Stratford-on-Avon     |                   | Conservateur      |               | Conservateur  |
| Stroud                |                   | Conservateur      |               | Conservateur  |
| Swale                 |                   | Conservateur      |               | Conservateur  |
| Tamworth              |                   | Conservateur      |               | Conservateur  |
| Tandridge             |                   | Conservateur      |               | Conservateur  |
| Three Rivers          |                   | LibDem            |               | LibDem        |
| Tunbridge Wells       |                   | Conservateur      |               | Conservateur  |
| Watford               |                   | LibDem            |               | LibDem        |
| Waveney               |                   | Conservateur      |               | Conservateur  |
| West Lancashire       |                   | Conservateur      |               | Conservateur  |
| West Lindsey          |                   | LibDem            |               | Conservateur  |
| West Oxfordshire      |                   | Conservateur      |               | Conservateur  |
| Weymouth and Portland |                   | Sans majorité     |               | Sans majorité |
| Winchester            |                   | Conservateur      |               | Conservateur  |
| Woking                |                   | Conservateur      |               | Conservateur  |
| Worcester             |                   | Sans majorité     |               | Sans majorité |
| Worthing              |                   | Conservateur      |               | Conservateur  |
| Wyre Forest           |                   | Sans majorité     |               | Conservateur  |

### Mairies
| Mairie  | Maire sortant | Maire sortant   | Maire sortant | Maire élu | Maire élu     | Maire élu    |
| ------- | ------------- | --------------- | ------------- | --------- | ------------- | ------------ |
| Londres |               | Ken Livingstone | Travailliste  |           | Boris Johnson | Conservateur |

### Pays de Galles

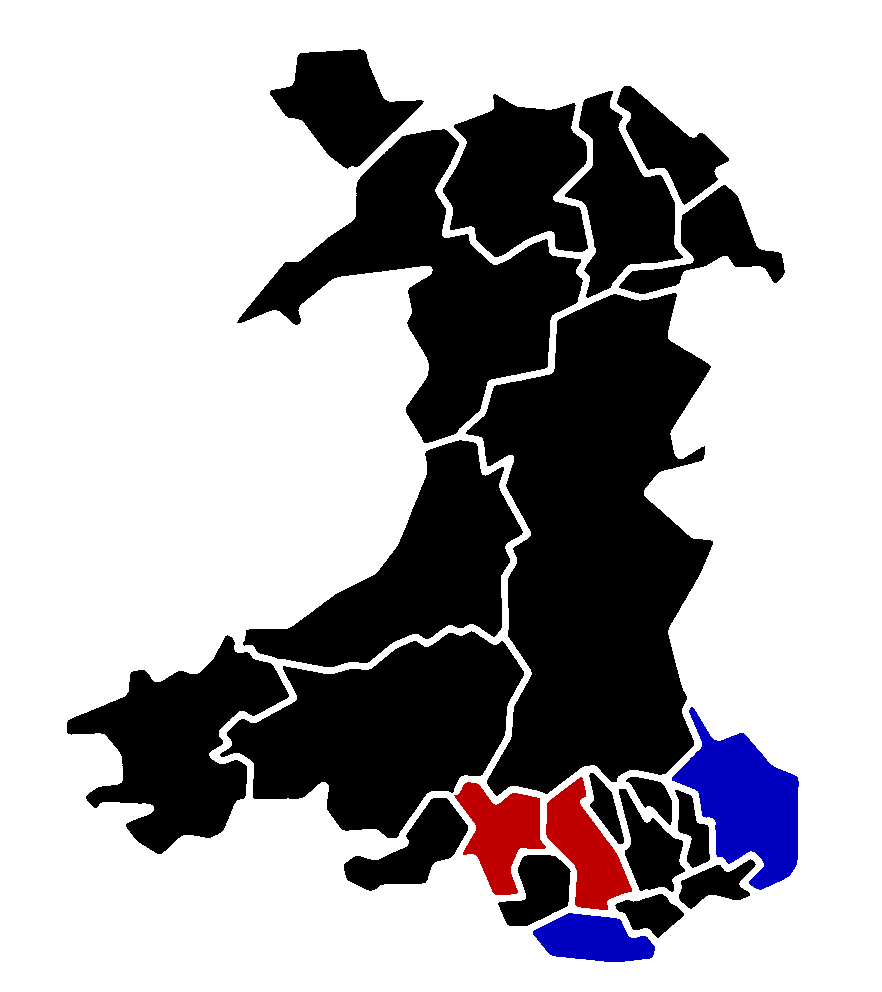
Majorité dans les conseils gallois.

| Conseil            | Majorité sortante | Majorité sortante | Majorité élue | Majorité élue |
| ------------------ | ----------------- | ----------------- | ------------- | ------------- |
| Isle of Anglesey   |                   | Sans majorité     |               | Sans majorité |
| Blaenau Gwent      |                   | Travailliste      |               | Sans majorité |
| Bridgend           |                   | Sans majorité     |               | Sans majorité |
| Caerphilly         |                   | Travailliste      |               | Sans majorité |
| Cardiff            |                   | Sans majorité     |               | Sans majorité |
| Carmarthenshire    |                   | Sans majorité     |               | Sans majorité |
| Ceredigion         |                   | Sans majorité     |               | Sans majorité |
| Conwy              |                   | Sans majorité     |               | Sans majorité |
| Denbighshire       |                   | Sans majorité     |               | Sans majorité |
| Flintshire         |                   | Travailliste      |               | Sans majorité |
| Gwynedd            |                   | Plaid Cymru       |               | Sans majorité |
| Merthyr Tydfil     |                   | Travailliste      |               | Sans majorité |
| Monmouthshire      |                   | Conservateur      |               | Conservateur  |
| Neath Port Talbot  |                   | Travailliste      |               | Travailliste  |
| Newport            |                   | Travailliste      |               | Sans majorité |
| Pembrokeshire      |                   | Sans majorité     |               | Sans majorité |
| Powys              |                   | Sans majorité     |               | Sans majorité |
| Rhondda Cynon Taff |                   | Travailliste      |               | Travailliste  |
| Swansea            |                   | Sans majorité     |               | Sans majorité |
| Torfaen            |                   | Travailliste      |               | Sans majorité |
| Vale of Glamorgan  |                   | Sans majorité     |               | Conservateur  |
| Wrexham            |                   | Sans majorité     |               | Sans majorité |